# Nucleaire aansprakelijkheid
Het recht inzake nucleaire aansprakelijkheid regelt hoe de schade van een kernongeval wordt vergoed. Onder impuls van de Verenigde Staten is een begrensde risicoaansprakelijkheid van de exploitant tot internationale standaard verheven.

## Internationale verdragen
Dankzij diverse verdragen is wereldwijd een vrij grote mate van harmonisering bereikt. Het aansprakelijkheidsregime verschilt niet fundamenteel tussen verdragsstaten. Het omvat een geplafonneerde en verzekerde risicoaansprakelijkheid van de exploitant, eventueel aangevuld met overheidstussenkomst. Voor de exploitant betekent dit een duidelijke en haalbare bovengrens aan potentieel enorme schadeclaims; voor de nucleaire fabrikanten, leveranciers en aannemers biedt het volledige immuniteit tegenover derden.

### OESO: Verdrag van Parijs
Het eerste verdrag was dat van Parijs (1960). Het is van kracht in zestien landen, waaronder België en Nederland. Het OESO-Agentschap voor Kernenergie ziet toe op de uitvoering ervan.
De verantwoordelijkheid wordt bijna volledig naar de exploitant gekanaliseerd. Hij kan steeds worden aangesproken, ongeacht of hij een fout heeft begaan, tenzij de schade het gevolg is van een gewapend conflict, vijandelijkheden, burgeroorlog, opstand of uitzonderlijke natuurramp. Terreurdaden als de aanslagen van 9/11 vallen niet onder deze uitzonderingen en behoren dus tot het risico van de exploitant. Andere partijen, zoals fabrikanten van gebrekkige onderdelen, kunnen niet worden aangesproken. Ook de exploitant zelf kan uitgekeerde schadevergoedingen niet op anderen verhalen, behalve als dit contractueel is bedongen of ten aanzien van natuurlijke personen die het oogmerk hadden om te schaden. De exploitant is verplicht om zich in te dekken door een verzekering of andere financiële zekerheid.
Deze regeling zou de exploitant zwaarder belasten dan onder het gemene recht, als ze niet verlicht werd door een dubbele bescherming: de schadevergoeding die hij riskeert is beperkt qua bedrag en in de tijd. Het maximumbedrag is, na herhaaldelijk te zijn opgetrokken, in principe vastgesteld op 700 miljoen euro. De nationale regelgeving kan een hoger plafond instellen voor zover een en ander verzekerbaar blijft (in verdragsstaat Duitsland is op grond hiervan onbeperkte aansprakelijkheid van exploitanten ingevoerd). Het plafond is ingedeeld in drie schijven, waarvan de laatste twee ten laste komen van de staat. Tien jaar na het kernongeval treedt verval van recht op: rechtsvorderingen die op dat ogenblik nog niet zijn ingesteld, verjaren definitief (dertig jaar als er sprake is van overlijden of persoonlijk letsel).
Het verdrag voorziet ook dat alle vorderingen moeten worden ingesteld bij de rechtbanken van het land waar het ongeval zich heeft voorgedaan. Deze territoriale exclusiviteit is bedoeld om onoverzichtelijkheid bij het verdelen van de beschikbare schadevergoeding te voorkomen.

### IAEA: Verdrag van Wenen
Enkele jaren na het tot stand komen van de regionale OESO-regeling, kwam er onder de auspiciën van de IAEA een verdrag dat zich richtte tot alle landen ter wereld. Na een trage start (inwerkingtreding duurde tot 14 november 1977) zijn er ondertussen een veertigtal staten die het onderschreven hebben, met als grootste producent Rusland.
Dit verdrag van Wenen is gebaseerd op dezelfde principes als dat van Parijs. Grootste verschilpunt was aanvankelijk een mindere mate van staatssteun: een financiële tussenkomst van overheidswege was enkel voorzien als de verplichte verzekering toch ontoereikend zou blijken. In 1997 is een wijziging goedgekeurd die dit verschil grotendeels uitvlakt. De Weense verdragsstaten hebben nu ook een deel van de aansprakelijkheid van hun exploitanten overgenomen.

### Wederzijdse erkenning: Gemeenschappelijk Protocol
Door kleine onverenigbaarheden tussen de verdragsteksten is er geen enkel land dat zowel de Parijse als de Weense conventie heeft ondertekend. Nochtans bleek uit de kernramp van Tsjernobyl dat de schade bij een kernongeval grensoverschrijdend is. Als reactie hierop werd in 1988 een gemeenschappelijk protocol afgesloten. Dit laat Parijse verdragsstaten toe om te genieten van de Weense schaderegeling, en vice versa.

### IAEA: Aanvullend Verdrag
In 1997 zag nog een derde internationaal regime het licht. Het richtte zich tot landen die noch bij het verdrag van Parijs, noch bij dat van Wenen waren aangesloten. Na de ondertekening duurde het nog tot 15 april 2015 vooraleer het in voege trad. Hierdoor zijn grote nucleaire producenten als de VS, India en Japan deel van een internationale regeling.
Elk deelnemend land moet ervoor zorgen dat er minstens 300 miljoen STR beschikbaar is per nucleair incident. Dit bedrag wordt dan aangevuld uit een gemeenschappelijk fonds van de verdragspartijen.

## Verenigde Staten
Onder de Atomic Energy Act van 1954 was er geen afwijkende regeling voor nucleaire aansprakelijkheid. De piepjonge kernindustrie stipte dit aan als een struikelblok dat hen zou verhinderen de kinderschoenen te ontgroeien. Om hen tegemoet te komen, nam het congres de Price-Anderson Act aan (1957). Deze was geldig voor tien jaar en bevatte reeds enkele basiselementen die later internationaal zouden worden overgenomen: een geplafonneerde en verzekerde aansprakelijkheid van de exploitant (60 miljoen dollar), aangevuld met een overheidstussenkomst (500 miljoen dollar). Bij de verlenging in 1967 werd daar ook het concept van risicoaansprakelijkheid aan toegevoegd.
In 1973 werd de wet aangevochten naar aanleiding van de bouw van een kerncentrale in North Carolina. Het U.S. District Court for the Western District of North Carolina oordeelde dat Price-Anderson ongrondwettelijk was omdat hij slachtoffers van nucleaire ongevallen discrimineerde in vergelijking met deze van andere industrieën. In juni 1978 werd dit vonnis ongedaan gemaakt door het Supreme Court (Duke Power Co v. Carolina Environmental Study Group).
Bij latere verlengingen is het aansprakelijkheidsplafond systematisch verhoogd en aan de inflatie gekoppeld. In zijn huidige gedaante is het opgebouwd uit drie lagen (cijfers 2011). Vooreerst zijn individuele kerncentrales verplicht om zich te verzekeren voor het maximaal op de markt beschikbare bedrag (bepaald op 375 miljoen dollar). Als zich een incident zou voordoen waarvan de schade dit bedrag overstijgt, kan beroep worden gedaan op een fonds van de nucleaire sector. Elke exploitant zal op dat ogenblik een bijdrage moeten storten van maximaal 121 miljoen dollar per werkende reactor (gespreid te betalen: per jaar kan niet meer dan 19 miljoen dollar worden gevorderd). Uitgaande van 104 operationele reactoren, zou dit een uitkeerbare vergoeding van 12,6 miljard dollar opleveren. Voor overheidsinstallaties (voornamelijk van het Department of Energy) bestaat de tweede laag uit een apart fonds, gefinancierd door de schatkist en eveneens begrensd op 12,6 miljard dollar. Als ook deze fondsen niet voldoende zouden blijken om alle schade te dekken, voorziet de wet dat het congres maatregelen moet goedkeuren om tot een volledige vergoeding te komen. Daarbij kan het verdere bijdragen eisen van de exploitanten. Als er geen of onvoldoende maatregelen worden aangenomen, is de overheid zelf aansprakelijk via de Tucker Act.

## België
Als ondertekenaar van het verdrag van Parijs heeft België de regels ervan gestalte gegeven in de wetgeving. De aansprakelijkheid van Belgische exploitanten is wettelijk begrensd op 1,2 miljard euro per kernongeval en kan bij koninklijk besluit nog verder worden verlaagd. Op enkele punten maakt de wet gebruik van de mogelijkheid om af te wijken van het verdrag van Parijs:
- Belgische exploitanten zijn ook aansprakelijk voor schade door natuurrampen, ongeacht hoe groot of uitzonderlijk;
- De nucleaire aansprakelijkheid geldt ook voor schade op het grondgebied van niet-verdragsstaten (als het zelf nucleaire landen zijn, is wederkerigheid vereist);

Als sinds 1959 is een verzekeringspool SYBAN in het leven geroepen die de nucleaire aansprakelijkheid dekt. In 2016 bleek echter dat het nucleaire risico niet langer op de markt verzekerbaar was en dat de exploitanten beroep wilden doen op een staatsgarantie.

### Erkende nucleaire exploitanten
In België beschikken zeven exploitanten over een erkenning bij koninklijk besluit:
| Titularis                                | Locatie installatie | Aansprakelijkheidsplafond |
| ---------------------------------------- | ------------------- | ------------------------- |
| Electrabel                               | Doel                | 1,2 miljard euro          |
| Electrabel                               | Tihange             | 1,2 miljard euro          |
| Belgonucléaire                           | Dessel              | 1,2 miljard euro          |
| FBFC International                       | Dessel              | 297 miljoen euro          |
| Studiecentrum voor Kernenergie           | Mol                 | 297 miljoen euro          |
| Nationaal Instituut voor Radio-elementen | Fleurus             | 75 miljoen euro           |
| Belgoprocess                             | Dessel              | 75 miljoen euro           |
| Europese Commissie                       | Geel                | 75 miljoen euro           |

Voorts zijn er drie erkende nucleaire vervoerders: STSI Belgium, Transnubel en Transrad.